# 紐約州第十二國會選區
紐約州第十二國會選區（英語：New York's 12th congressional district）為美国国会之選區，本選區位於曼哈頓島上，囊括上西区、上東區以及整個曼哈頓中城。本選區自1875年以來絕大部分時間，自1961年一直由民主黨掌控，自2023年以來，本區眾議員為民主黨籍的傑里·納德勒。本選區也是全美人均收入最高的國會選區。
根據人口普查，本選區有689,590名居民，其中白人佔65.4%，非裔佔5.0%，亞裔佔13.6%，拉丁裔佔13.0%，3%為其他。

## 選區地圖

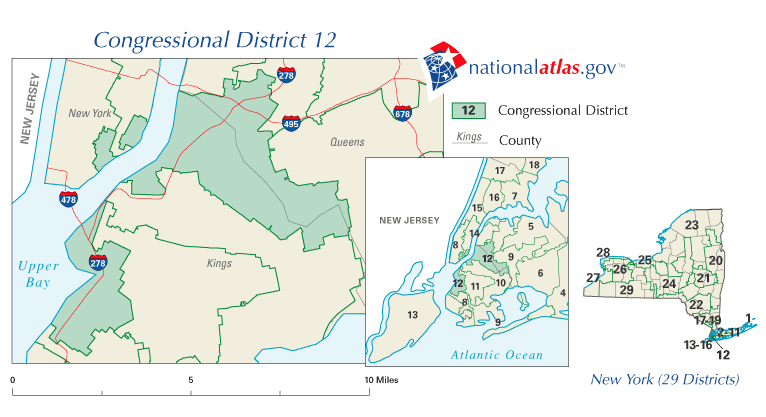
2003-2013
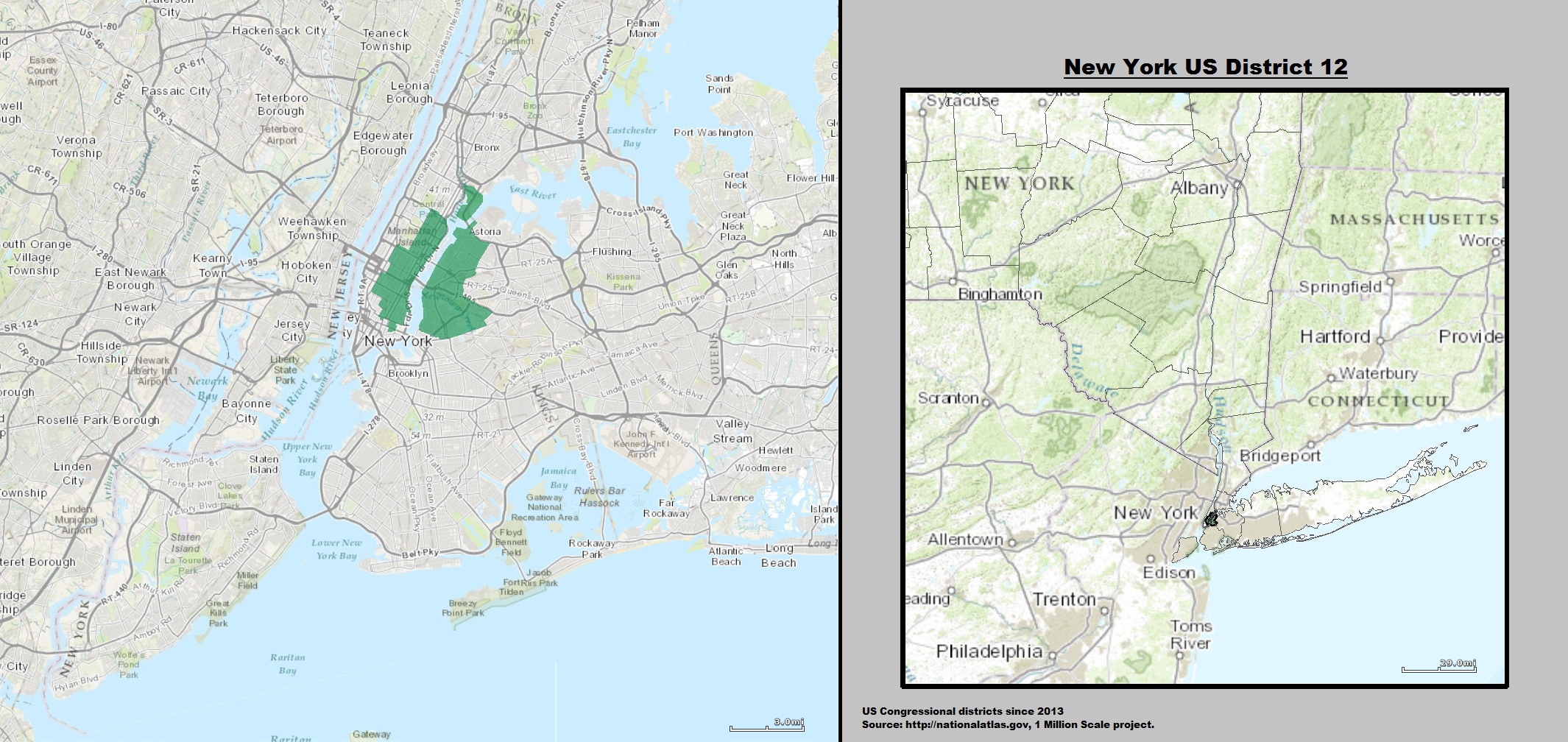
2013-2023
2023-至今